# Yero Sarr

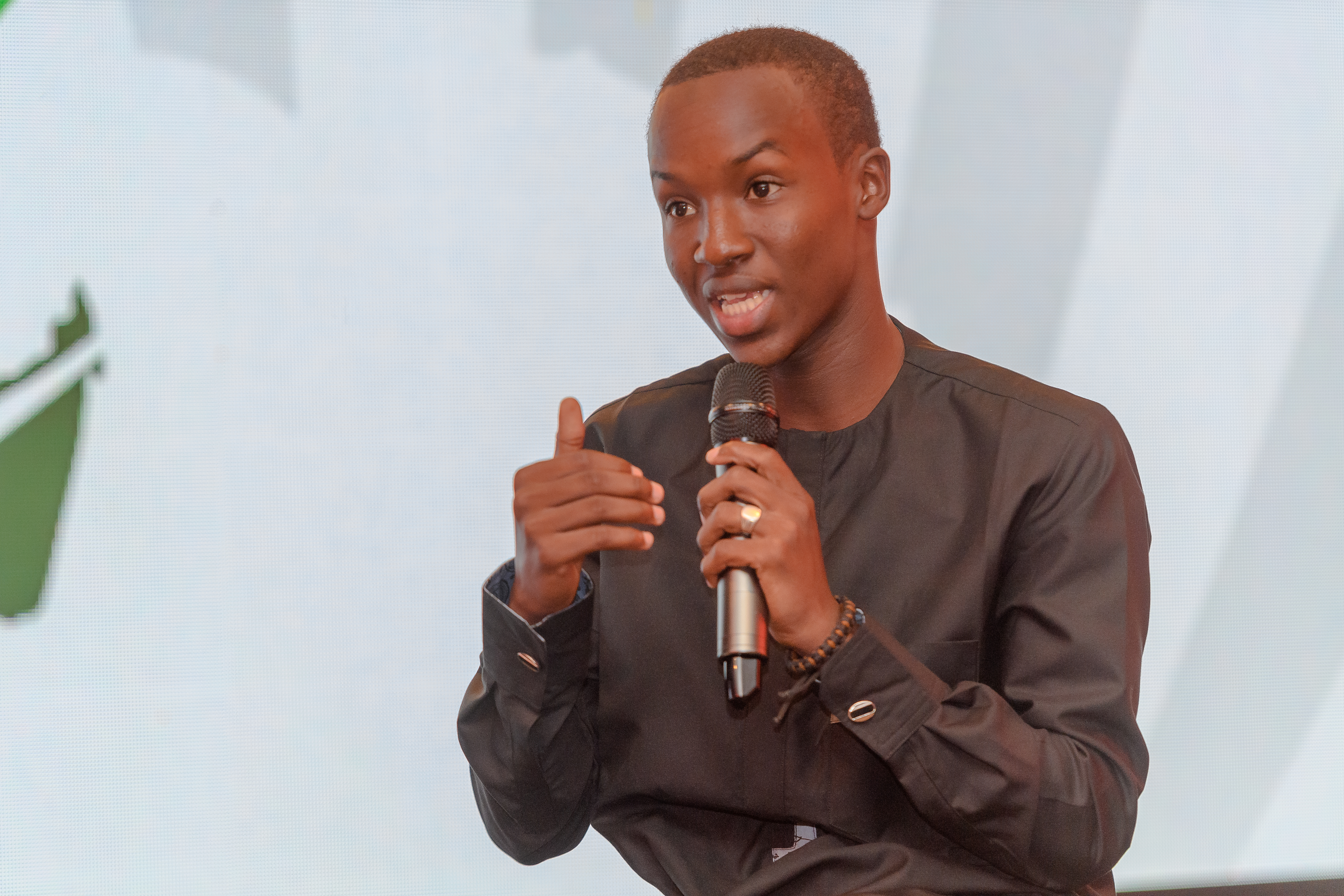
Yero Sarr au Maroc en 2022

Yero Sarr est un militant écologiste Sénégalais, né le 1er janvier 2001 à Yamoussoukro, en Côte d'Ivoire. Il est connu pour avoir fondé la branche sénégalaise du mouvement international Fridays for Future en 2018 et pour son engagement dans la justice climatique et la gestion durable des ressources en eau en Afrique. En 2022, il est nommé dans la liste du magazine Forbes des « 30 under 30 Afrique », récompensant les jeunes africains les plus influents.

## Biographie
Yero Sarr est né à Yamoussoukro, en Côte d'Ivoire, de parents sénégalais. Originaire de Thiès au Sénégal, il grandit partiellement en Côte d'Ivoire avant de s'installer au Sénégal. Il obtient un baccalauréat en sciences expérimentales au Lycée Maître Abdoulaye Wade de Dagana, Sénégal. Il poursuit ses études à l'Université Cheikh Anta Diop de Dakar, où il décroche un diplôme en physique et chimie des matériaux. Depuis [année, à préciser], il est inscrit au master MAREMA (Ressources en Eau et Risques Environnementaux dans les Métropoles Africaines) à l'Institut national polytechnique Félix Houphouët-Boigny de Yamoussoukro, où il se spécialise dans la gestion des ressources en eau et les enjeux environnementaux en contexte urbain africain.
Inspiré par Greta Thunberg, il fonde en 2018, à l'âge de 17 ans, la branche sénégalaise de Fridays for Future, organisant des grèves climatiques et des campagnes de sensibilisation à Dakar. Ses actions mettent l'accent sur la lutte contre les projets d'énergie fossile, la désertification, l'érosion côtière, la déforestation et la gestion durable de l'eau.

### Éducation et débuts
Yero Sarr grandit à Thiès, où il développe un intérêt pour les sciences. Il obtient un baccalauréat en sciences expérimentales au Lycée Maître Abdoulaye Wade de Dagana, Sénégal. Il étudie ensuite la physique et la chimie à l'Université Cheikh Anta Diop de Dakar, où il obtient un diplôme. En [année, à préciser], il intègre le master MAREMA à l'Institut national polytechnique Félix Houphouët-Boigny de Yamoussoukro, se spécialisant dans la gestion des ressources en eau et les risques environnementaux dans les métropoles africaines. Son parcours académique renforce son engagement pour des solutions durables face aux défis climatiques en Afrique.

### Activisme
En 2018, durant ses études universitaires, Yero Sarr prend conscience des effets du réchauffement climatique en Afrique, un continent qui se réchauffe deux fois plus rapidement que les autres. Influencé par l'activisme de Greta Thunberg, il lance la branche sénégalaise de Fridays for Future, organisant des grèves climatiques à Dakar. En 2019, il est victime d'une agression physique à cause de son militantisme, accusé d'aller contre la volonté divine. En 2022, il participe à la COP 27 en Égypte, plaidant pour une justice climatique et des solutions adaptées aux métropoles africaines.

### Vie associative
Yero Sarr est activement engagé dans la vie associative. Il occupe le poste de vice-président de la Jeune Chambre Internationale Universitaire Dakar Espoir, où il initie et soutient des projets axés sur le développement durable, l'éducation environnementale et l'autonomisation des communautés locales. Il est également cofondateur d' Act On Sahel, une initiative visant à promouvoir des solutions durables pour les défis environnementaux dans la région sahélienne, notamment l'accès à l'eau potable, la restauration des écosystèmes dégradés et la sensibilisation aux enjeux climatiques. Ses engagements associatifs incluent également sa participation à des initiatives locales et internationales pour la justice climatique et sociale [préciser si applicable, ex. autres organisations ou projets].

## Distinctions
En 2022, Yero Sarr est nommé dans la liste Forbes Africa 30 Under 30, récompensant les jeunes leaders africains. La même année, Greenpeace International le classe parmi les 10 jeunes acteurs mondiaux du changement, soulignant son engagement pour la justice climatique et la gestion durable des ressources en eau.

## Vie personnelle
Yero Sarr consacre une grande partie de son temps à ses engagements pour le climat et la gestion durable des ressources en eau en Afrique.